# Patrick Kluivert
Patrick Stephan Kluivert (phát âm tiếng Hà Lan: [ˈpɛtrɪ ˈklœyvərt] ⓘ, sinh ngày 1 tháng 7 năm 1976) là một huấn luyện viên bóng đá và cựu cầu thủ bóng đá người Hà Lan. Ông hiện đang là huấn luyện viên trưởng của đội tuyển quốc gia Indonesia. Khi còn là cầu thủ, ông chơi ở vị trí tiền đạo, đáng chú ý nhất là cho các câu lạc bộ Ajax, Barcelona và đội tuyển quốc gia Hà Lan.
Ông là một thành viên của Thế hệ vàng Ajax những năm 1990. Khi mới 18 tuổi, ông ghi bàn thắng quyết định trong trận chung kết UEFA Champions League 1995. Ông đã dành sáu năm thăng hoa nhất sự nghiệp với câu lạc bộ Tây Ban Nha Barcelona và có một mối quan hệ đồng nghiệp thành công với Rivaldo, nơi cả hai đã giành chức vô địch La Liga năm 1999. Ông đã ghi được 124 bàn thắng sau 249 lần ra sân với câu lạc bộ.
Kluivert đã khoác áo đội tuyển quốc gia Hà Lan từ năm 1994 đến năm 2004. Với 40 bàn thắng sau 79 lần ra sân, ông là cầu thủ ghi nhiều bàn thắng thứ tư cho Oranje. Ông đã chơi ở ba kỳ Giải vô địch châu Âu và FIFA World Cup 1998. Ông là vua phá lưới tại Euro 2000 với tổng cộng năm bàn thắng. Năm 2004, ông được vinh danh tại FIFA 100, danh sách 125 cầu thủ bóng đá vĩ đại nhất còn sống do Pelé lựa chọn trong lễ kỷ niệm 100 năm thành lập của FIFA. Ông được coi là một trong những tiền đạo người Hà Lan xuất sắc nhất mọi thời đại.
Kluivert bắt đầu sự nghiệp huấn luyện của mình với tư cách là trợ lý tại các câu lạc bộ AZ và NEC cũng như tại Úc với Brisbane Roar, trước khi quản lý Jong Twente, nơi ông đã giành chức vô địch các đội dự bị quốc gia của Hà Lan. Ông là trợ lý của Louis van Gaal tại đội tuyển Hà Lan tại FIFA World Cup 2014 ở Brazil. Năm 2015, ông tiếp quản vị trí huấn luyện viên trưởng của đội tuyển quốc gia Curaçao cho chiến dịch vòng loại FIFA World Cup 2018 của quốc gia này và các chiến dịch vòng loại Cúp Caribe 2017. Sau đó, ông làm giám đốc thể thao cho các học viện của Paris Saint-Germain và Barcelona, cũng như huấn luyện đội Ajax A1 (đội U-19) và làm trợ lý cho Clarence Seedorf cho đội tuyển quốc gia Cameroon.

## Thiếu thời
Kluivert sinh ngày 1 tháng 7 năm 1976 tại Amsterdam, Hà Lan. Ông là con trai của Kenneth Kluivert, một cầu thủ bóng đá chuyên nghiệp đến từ Suriname, và mẹ ông sinh ra tại Curaçao. Kluivert học chơi bóng đá trên đường phố. Sau một năm tại câu lạc bộ bóng đá ở Schellingwoude, ông gia nhập Học viện Thanh thiếu niên Ajax khi mới bảy tuổi.
Khi còn trẻ, ông đã chơi ở nhiều vị trí khác nhau, bao gồm cả hậu vệ. Ông mạnh về kỹ thuật, trí thông minh bóng đá và tốc độ nhưng bị coi là quá bốc đồng.

## Phong cách chơi
Mặc dù cao lớn, Kluivert sở hữu đôi chân nhanh nhẹn và khả năng chạm bóng bằng đầu ấn tượng. Tương tự như cầu thủ bóng đá người Brasil Ronaldo, ông thường sử dụng một số động tác giả, cụ thể là kiểu xoay người Cruyff, một động tác rất hiệu quả để rê bóng qua các hậu vệ nhờ vào tốc độ, kỹ năng kỹ thuật mạnh mẽ, khả năng kiểm soát bóng chặt chẽ và trí thông minh trong bóng đá. Kluivert cũng sử dụng chiều cao, sức mạnh và thể chất mạnh mẽ của mình để kiểm soát các tình huống bóng trên không và được coi là một trong những cầu thủ sở hữu một trong những cú đánh đầu tốt nhất thời đương đại. Là một cầu thủ đa năng và có con mắt nhìn xa trông rộng, ông cũng sở hữu tầm nhìn tốt và có khả năng chơi ở nhiều vị trí khác nhau trên sân. Mặc dù những khả năng đó, ông đã bị chỉ trích vì tính cách và thái độ của mình trong suốt sự nghiệp.

## Sự nghiệp huấn luyện viên

### Đội tuyển quốc gia Indonesia
Ngày 8 tháng 1 năm 2025, Hiệp hội bóng đá Indonesia chính thức bổ nhiệm Kluivert làm huấn luyện viên trưởng của đội tuyển quốc gia Indonesia.
Ngày 21 tháng 3, ông ra mắt trên cương vị huấn luyện viên đội tuyển quốc gia Indonesia trong trận thua 1–5 trước Úc trên sân khách ở trận thứ 7 vòng loại thứ 3 World Cup 2026. Trong trận đấu tiếp theo ở vòng loại, ông giúp Indonesia có trận thắng đầu tiên khi đội tuyển đánh bại 1–0 trước Bahrain trên sân Bung Karno, bởi bàn thắng duy nhất của Ole Romeny.

## Cuộc sống cá nhân
Kluivert là con trai thứ hai của cựu cầu thủ bóng đá Kenneth Kluivert, người đã chơi trong màu áo các câu lạc bộ SV Robinhood ở SVB Hoofdklasse và cho đội tuyển quốc gia Suriname. Mẹ ông là Lidwina Kluivert, sinh ra tại Willemstad, Curaçao, Antille thuộc Hà Lan. Ông bà họ ngoại của Kluivert là người Suriname và Curaçao. Lidwina qua đời vào ngày 27 tháng 2 năm 2023 do vấn đề sức khỏe dài hạn. Cha mẹ ông kết hôn tại Paramaribo, và cả hai anh chị của anh đều sinh ra tại Suriname trước khi cả gia đình ông di cư đến Hà Lan vào năm 1970.
Ông có bốn người con, Quincy, Justin, Ruben và Shane. Justin, giống như cha mình, đã trải qua quá trình đào tạo trẻ tại Ajax, đã từng chơi cho Valencia và từng khoác áo đội tuyển Hà Lan. Justin hiện chơi cho Bournemouth kể từ tháng 8 năm 2023. Ruben ra mắt cho Utrecht vào năm 2022.

## Thống kê sự nghiệp

### Câu lạc bộ
| Câu lạc bộ          | Mùa giải            | Giải vô địch        | Giải vô địch | Giải vô địch | Cúp quốc gia | Cúp quốc gia | Châu lục | Châu lục | Khác | Khác | Tổng cộng | Tổng cộng |
| Câu lạc bộ          | Mùa giải            | Hạng đấu            | Trận         | Bàn          | Trận         | Bàn          | Trận     | Bàn      | Trận | Bàn  | Trận      | Bàn       |
| ------------------- | ------------------- | ------------------- | ------------ | ------------ | ------------ | ------------ | -------- | -------- | ---- | ---- | --------- | --------- |
| Ajax                | 1994–95             | Eredivisie          | 25           | 18           | 1            | 1            | 10       | 2        | 1    | 1    | 37        | 22        |
| Ajax                | 1995–96             | Eredivisie          | 28           | 15           | 2            | 1            | 8        | 5        | 4    | 2    | 42        | 23        |
| Ajax                | 1996–97             | Eredivisie          | 17           | 6            | 1            | 0            | 4        | 2        | —    | —    | 22        | 8         |
| Ajax                | Tổng cộng           | Tổng cộng           | 70           | 39           | 4            | 2            | 22       | 9        | 5    | 3    | 101       | 53        |
| Milan               | 1997–98             | Serie A             | 27           | 6            | 6            | 3            | —        | —        | —    | —    | 33        | 9         |
| Barcelona           | 1998–99             | La Liga             | 35           | 15           | 3            | 1            | —        | —        | —    | —    | 38        | 16        |
| Barcelona           | 1999–2000           | La Liga             | 26           | 15           | 2            | 1            | 14       | 7        | 2    | 2    | 44        | 25        |
| Barcelona           | 2000–01             | La Liga             | 31           | 18           | 5            | 2            | 12       | 5        | —    | —    | 48        | 25        |
| Barcelona           | 2001–02             | La Liga             | 33           | 18           | 0            | 0            | 17       | 7        | —    | —    | 50        | 25        |
| Barcelona           | 2002–03             | La Liga             | 36           | 16           | 0            | 0            | 15       | 5        | —    | —    | 51        | 21        |
| Barcelona           | 2003–04             | La Liga             | 21           | 8            | 2            | 0            | 3        | 2        | —    | —    | 26        | 10        |
| Barcelona           | Tổng cộng           | Tổng cộng           | 182          | 90           | 12           | 4            | 61       | 26       | 2    | 2    | 257       | 122       |
| Newcastle United    | 2004–05             | Premier League      | 25           | 6            | 6            | 2            | 6        | 5        | —    | —    | 37        | 13        |
| Valencia            | 2005–06             | La Liga             | 10           | 1            | 1            | 0            | 5        | 1        | —    | —    | 16        | 2         |
| PSV                 | 2006–07             | Eredivisie          | 16           | 3            | 2            | 0            | 3        | 0        | —    | —    | 21        | 3         |
| Lille               | 2007–08             | Ligue 1             | 13           | 4            | 1            | 0            | —        | —        | —    | —    | 14        | 4         |
| Tổng cộng sự nghiệp | Tổng cộng sự nghiệp | Tổng cộng sự nghiệp | 343          | 149          | 32           | 11           | 97       | 41       | 7    | 5    | 479       | 206       |

1. ↑  Bao gồm KNVB Cup, Coppa Italia, Copa del Rey, FA Cup, League Cup và Coupe de France
2. 1 2 3 4 5 6  Ra sân tại UEFA Champions League
3. ↑  Ra sân tại Johan Cruyff Shield
4. ↑  Hai lần ra sân và một bàn thắng tại UEFA Super Cup, một lần ra sân và một bàn thắng tại Johan Cruyff Shield, một lần ra sân tại Intercontinental Cup
5. ↑  Ra sân tại Supercopa de España
6. ↑  Eight appearances and three goals in UEFA Cup, four appearances and two goals in UEFA Champions League
7. 1 2  Ra sân tại UEFA Cup
8. ↑  Ra sân tại UEFA Intertoto Cup

### Quốc tế
| Đội tuyển quốc gia | Năm       | Trận | Bàn |
| ------------------ | --------- | ---- | --- |
| Hà Lan             | 1994      | 1    | 0   |
| Hà Lan             | 1995      | 5    | 3   |
| Hà Lan             | 1996      | 5    | 1   |
| Hà Lan             | 1997      | 5    | 2   |
| Hà Lan             | 1998      | 11   | 7   |
| Hà Lan             | 1999      | 8    | 4   |
| Hà Lan             | 2000      | 14   | 12  |
| Hà Lan             | 2001      | 9    | 4   |
| Hà Lan             | 2002      | 6    | 3   |
| Hà Lan             | 2003      | 11   | 4   |
| Hà Lan             | 2004      | 4    | 0   |
| Tổng cộng          | Tổng cộng | 79   | 40  |

#### Danh sách bàn thắng quốc tế
Tỷ số và kết quả liệt kê bàn thắng của Hà Lan được để trước, cột tỷ số cho biết tỷ số sau mỗi bàn thắng của Kluivert.
| #  | Ngày                 | Địa điểm                                         | Đối thủ          | Bàn thắng | Kết quả | Giải đấu                      |
| -- | -------------------- | ------------------------------------------------ | ---------------- | --------- | ------- | ----------------------------- |
| 1  | 29 tháng 3 năm 1995  | De Kuip, Rotterdam, Hà Lan                       | Malta            | 4–0       | 4–0     | Vòng loại UEFA Euro 1996      |
| 2  | 13 tháng 12 năm 1995 | Anfield, Liverpool, Anh                          | Cộng hòa Ireland | 1–0       | 2–0     | Vòng loại UEFA Euro 1996      |
| 3  | 13 tháng 12 năm 1995 | Anfield, Liverpool, Anh                          | Cộng hòa Ireland | 2–0       | 2–0     | Vòng loại UEFA Euro 1996      |
| 4  | 18 tháng 6 năm 1996  | Sân vận động Wembley, Luân Đôn, Anh              | Anh              | 1–4       | 1–4     | UEFA Euro 1996                |
| 5  | 29 tháng 3 năm 1997  | Amsterdam Arena, Amsterdam, Hà Lan               | San Marino       | 1–0       | 4–0     | Vòng loại FIFA World Cup 1998 |
| 6  | 6 tháng 9 năm 1997   | De Kuip, Rotterdam, Hà Lan                       | Bỉ               | 2–0       | 3–1     | Vòng loại FIFA World Cup 1998 |
| 7  | 24 tháng 2 năm 1998  | Sân vận động Hard Rock, Miami Gardens, Hoa Kỳ    | México           | 1–0       | 3–2     | Giao hữu                      |
| 8  | 24 tháng 2 năm 1998  | Sân vận động Hard Rock, Miami Gardens, Hoa Kỳ    | México           | 2–0       | 3–2     | Giao hữu                      |
| 9  | 1 tháng 6 năm 1998   | Sân vận động Philips, Eindhoven, Hà Lan          | Paraguay         | 3–1       | 5–1     | Giao hữu                      |
| 10 | 5 tháng 6 năm 1998   | Amsterdam Arena, Amsterdam, Hà Lan               | Nigeria          | 3–0       | 5–1     | Giao hữu                      |
| 11 | 5 tháng 6 năm 1998   | Amsterdam Arena, Amsterdam, Hà Lan               | Nigeria          | 4–1       | 5–1     | Giao hữu                      |
| 12 | 4 tháng 7 năm 1998   | Sân vân động Vélodrome, Marseille, Pháp          | Argentina        | 1–0       | 2–1     | FIFA World Cup 1998           |
| 13 | 7 tháng 7 năm 1998   | Sân vân động Vélodrome, Marseille, Pháp          | Brasil           | 1–1       | 1–1     | FIFA World Cup 1998           |
| 14 | 5 tháng 6 năm 1999   | Sân vận động Octávio Mangabeira, Nazaré, Brasil  | Brasil           | 1–2       | 2–2     | Giao hữu                      |
| 15 | 4 tháng 9 năm 1999   | De Kuip, Rotterdam, Hà Lan                       | Bỉ               | 3–2       | 5–5     | Friendly                      |
| 16 | 4 tháng 9 năm 1999   | De Kuip, Rotterdam, Hà Lan                       | Bỉ               | 4–4       | 5–5     | Friendly                      |
| 17 | 4 tháng 9 năm 1999   | De Kuip, Rotterdam, Hà Lan                       | Bỉ               | 5–4       | 5–5     | Friendly                      |
| 18 | 23 tháng 2 năm 2000  | Amsterdam Arena, Amsterdam, Hà Lan               | Đức              | 1–0       | 2–1     | Giao hữu                      |
| 19 | 29 tháng 3 năm 2000  | King Baudouin Stadium, Brussels, Belgium         | Bỉ               | 1–2       | 2–2     | Giao hữu                      |
| 20 | 29 tháng 3 năm 2000  | King Baudouin Stadium, Brussels, Belgium         | Bỉ               | 2–2       | 2–2     | Giao hữu                      |
| 21 | 27 tháng 5 năm 2000  | Amsterdam Arena, Amsterdam, Hà Lan               | România          | 2–0       | 2–1     | Giao hữu                      |
| 22 | 4 tháng 6 năm 2000   | Sân vận động Olympic Pontaise, Lausanne, Thụy Sĩ | Ba Lan           | 2–1       | 3–1     | Giao hữu                      |
| 23 | 4 tháng 6 năm 2000   | Sân vận động Olympic Pontaise, Lausanne, Thụy Sĩ | Ba Lan           | 3–1       | 3–1     | Giao hữu                      |
| 24 | 16 tháng 6 năm 2000  | De Kuip, Rotterdam, Hà Lan                       | Đan Mạch         | 1–0       | 3–0     | UEFA Euro 2000                |
| 25 | 21 tháng 6 năm 2000  | Amsterdam Arena, Amsterdam, Hà Lan               | Pháp             | 1–1       | 3–2     | UEFA Euro 2000                |
| 26 | 25 June 2000         | De Kuip, Rotterdam, Hà Lan                       | Nam Tư           | 1–0       | 6–1     | UEFA Euro 2000                |
| 27 | 25 June 2000         | De Kuip, Rotterdam, Hà Lan                       | Nam Tư           | 2–0       | 6–1     | UEFA Euro 2000                |
| 28 | 25 June 2000         | De Kuip, Rotterdam, Hà Lan                       | Nam Tư           | 4–0       | 6–1     | UEFA Euro 2000                |
| 29 | 7 tháng 10 năm 2000  | Sân vận động GSP, Nicosia, Síp                   | Síp              | 4–0       | 4–0     | Vòng loại FIFA World Cup 2002 |
| 30 | 24 tháng 3 năm 2001  | Sân vận động Mini, Barcelona, Tây Ban Nha        | Andorra          | 1–0       | 5–0     | Vòng loại FIFA World Cup 2002 |
| 31 | 28 tháng 3 năm 2001  | Sân vận động Antas, Porto, Bồ Đào Nha            | Bồ Đào Nha       | 2–0       | 2–2     | Vòng loại FIFA World Cup 2002 |
| 32 | 25 tháng 4 năm 2001  | Sân vận động Philips, Eindhoven, Hà Lan          | Síp              | 3–0       | 4–0     | Vòng loại FIFA World Cup 2002 |
| 33 | 2 tháng 6 năm 2001   | Sân vận động Lilleküla, Tallinn, Estonia         | Estonia          | 3–2       | 4–2     | Vòng loại FIFA World Cup 2002 |
| 34 | 13 tháng 2 năm 2002  | Amsterdam Arena, Amsterdam, Hà Lan               | Anh              | 1–0       | 1–1     | Giao hữu                      |
| 35 | 7 tháng 9 năm 2002   | Sân vận động Philips, Eindhoven, Hà Lan          | Belarus          | 2–0       | 3–0     | Vòng loại UEFA Euro 2004      |
| 36 | 20 tháng 11 năm 2002 | Arena AufSchalke, Gelsenkirchen, Đức             | Đức              | 1–0       | 3–1     | Giao hữu                      |
| 37 | 30 tháng 4 năm 2003  | Sân vận động Philips, Eindhoven, Hà Lan          | Bồ Đào Nha       | 1–0       | 1–1     | Giao hữu                      |
| 38 | 7 tháng 6 năm 2003   | Sân vận động Dinamo, Minsk, Belarus              | Belarus          | 2–0       | 2–0     | Vòng loại UEFA Euro 2004      |
| 39 | 6 tháng 9 năm 2003   | De Kuip, Rotterdam, Hà Lan                       | Áo               | 2–1       | 3–1     | Vòng loại UEFA Euro 2004      |
| 40 | 11 tháng 10 năm 2003 | Sân vận động Philips, Eindhoven, Hà Lan          | Moldova          | 1–0       | 5–0     | Vòng loại UEFA Euro 2004      |

## Thống kê sự nghiệp huấn luyện viên
Tính đến 8 tháng 1 năm 2025
| Đội                 | Từ                  | Đến                  | Thống kê | Thống kê | Thống kê | Thống kê | Thống kê |
| Đội                 | Từ                  | Đến                  | Trận     | T        | H        | B        | % thắng  |
| ------------------- | ------------------- | -------------------- | -------- | -------- | -------- | -------- | -------- |
| Curaçao             | 4 tháng 3 năm 2015  | 7 tháng 6 năm 2016   | 12       | 6        | 3        | 3        | 050,00   |
| Curaçao (tạm quyền) | 14 tháng 5 năm 2021 | 31 tháng 10 năm 2021 | 6        | 1        | 2        | 3        | 016,67   |
| Adana Demirspor     | 1 tháng 7 năm 2023  | 4 tháng 12 năm 2023  | 20       | 9        | 6        | 5        | 045,00   |
| Indonesia           | 8 tháng 1 năm 2025  | nay                  | 0        | 0        | 0        | 0        | —        |
| Tổng cộng           | Tổng cộng           | Tổng cộng            | 38       | 16       | 11       | 11       | 042,11   |